# Катах
Ка́тах (Боец; ирл. Cathach) — ирландский манускрипт конца VI века, содержащий текст Псалтиря. Это самая старая гиберно-саксонская рукопись и второй по древности Псалтирь на латинском языке из всех, сохранившихся до нашего времени. Рукопись находится в Ирландской королевской академии в Дублине.

## Описание рукописи
Палеографические исследования относят создание «Катаха» к периоду 560—600 годов или вскоре после этого времени. Рукопись состоит из 58 частично повреждённых листов, содержащих текст псалмов от 30:10 до 105:13. В основе текста — перевод псалмов на латинский язык (так называемая Вульгата). Часть листов манускрипта утеряна. Предполагается, что полный объём фолианта должен был составлять 110 листов. На листах присутствует оглавление, написанное на древне-ирландском языке выше текста псалмов. Вероятно, это самая древняя из сохранившихся ирландских рукописей и, может быть, наиболее ранний памятник гойдельского языка, кроме огамических надписей. Размер листов фолианта — 27 на 19 сантиметров.
Художественное оформление «Катаха» ограничивается иллюминированной росписью первой буквы каждого псалма. Заглавные буквы намного больше по размеру, чем буквы основного текста. Начальные строки псалмов также увеличены относительно основного текста, однако они постепенно уменьшаются, доходя до нормального размера. Подобное разнообразие шрифтов отмечается и в более поздних рукописях, например в «Книге из Дарроу».
В XI веке для рукописи был сделан футляр в виде ларца, в XIV веке богато украшенный позолотой, серебром и драгоценными камнями. Он хранится в Национальном музее Ирландии.

## История рукописи
Предания связывают происхождение «Катаха» со святым Колумбой (умер в 597 году). Рукопись идентифицирована как копия «Псалтиря», принадлежавшего святому Финниану Мовильскому и тайно от её хозяина скопированного Колумбой. Разногласия между Колумбой и Финнианом по вопросу о принадлежности «Катаха» привели в 561 году к сражению при Кул Древне, в котором коалиция родственников Колумбы из числа Северных Уи Нейллов нанесла поражение верховному королю Ирландии Диармайту мак Кербайллу. Хотя текст рукописи записан одним писцом, его принадлежность руке Колумбы теперь подвергается сомнению.
В более позднее время «Катах» принадлежал влиятельному ирландскому клану О’Доннелл, владевшему королевством Тирконнелл. Рукопись являлась одной из святынь клана, использовавшейся в качестве священной реликвии во время ведения О’Доннеллами военных действий. Перед сражением специально выбранный священник трижды обносил «Катах» вокруг войска клана. Таким образом О’Доннеллы якобы заручались божественной поддержкой в борьбе против своих врагов.
В 1691 году «Катах» был вывезен во Францию и вернулся в Ирландию только в 1802 году. В 1813 году ларец с рукописью впервые за несколько веков был вскрыт. С 1843 года манускрипт находится на хранении в Ирландской королевской академии. Фолиант проходил реставрацию в Британском музее в 1920 и в 1980—1981 годах.